# تفشي مرض الجدري في سيدني عام 1789

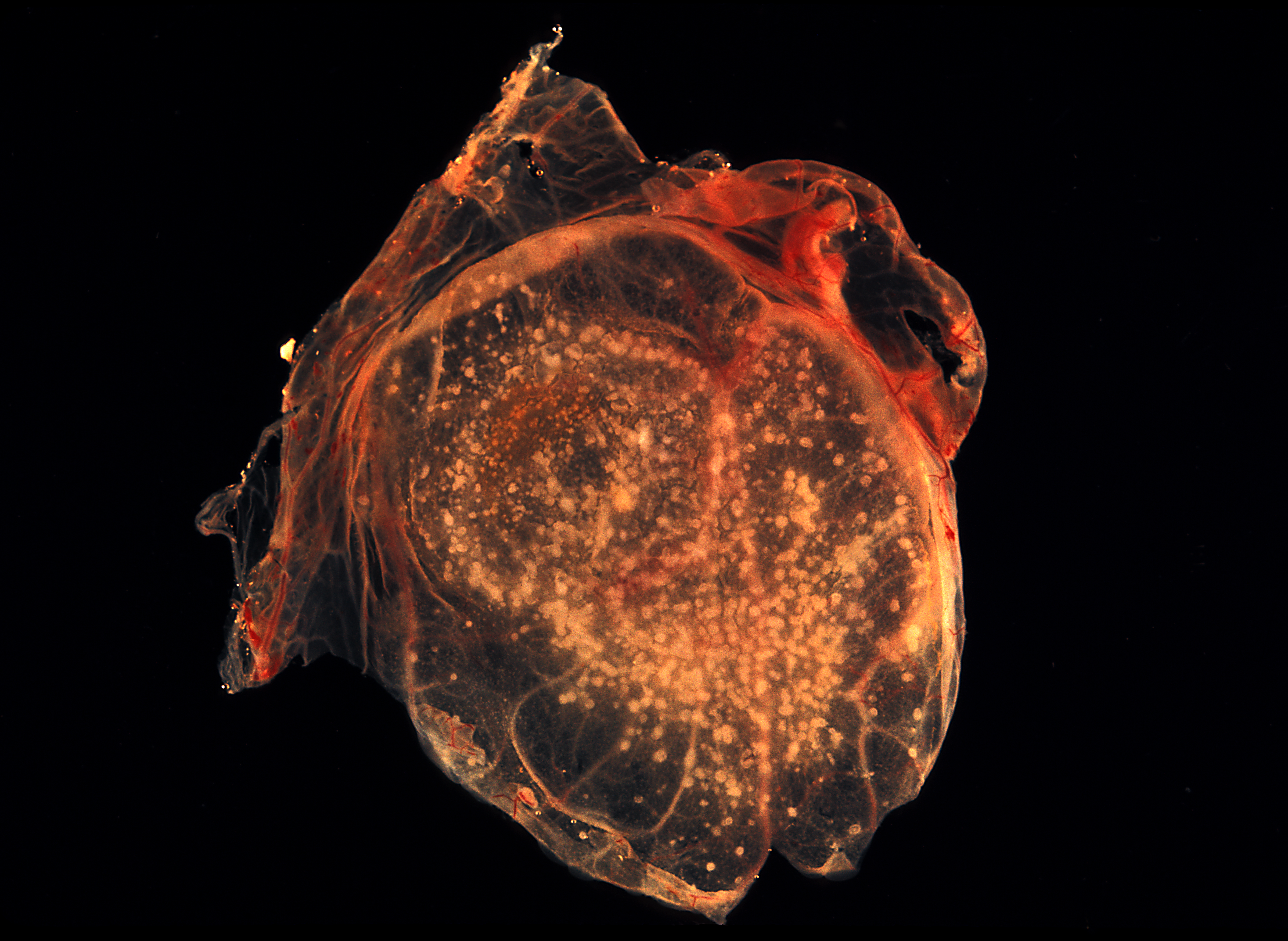
فيروس مرض الجدري

في أبريل 1789، شهدت مدينة سيدني في أستراليا واحدة من أعنف حالات تفشي مرض الجدري عندما انتشر المرض بين السكان الأصليين والمستعمرين الأستراليين على الساحل. بدأ تفشي المرض في أوائل شهر مارس مع ظهور الحالات الأولى في القبائل التي تعيش بالقرب من بورت جاكسون. لم تكن المجتمعات الأصلية تتمتع بمناعة مسبقة ضد الجدري، وعانوا من معدلات وفيات بلغت حوالي 70%.

## الجدري في سيدني
أصيبت القبائل الأصلية في أرض أرنهيم بالجدري لأول مرة عندما اتصلوا بالعدوى مع صيادي جنوب شرق آسيا. قدر حاكم المنطقة آرثر فيليب أن حوالي نصف السكان الأصليين حول ميناء سيدني ماتوا بسبب تفشي المرض.